# Биљана Алавања
Биљана Алавања (рођ. Кођић; Београд, 1979) српска је књижевница.
Завршила је Учитељски факултет Универзитета у Београду, на коме је и магистрирала 2011. године. Радила је као асистент на више предмета, али је напустила универзитетску каријеру и посветила се писању. У јуну 2017. године издала је свој први роман Марионета.

## Дела
| Име књиге/романа | Издавач             | Година |
| ---------------- | ------------------- | ------ |
| Марионета        | Само корак, Београд | 2017   |